# Calamagrostis violacea
Calamagrostis violacea är en gräsart som först beskrevs av Hugh Algernon Weddell, och fick sitt nu gällande namn av Eduard Hackel. Calamagrostis violacea ingår i släktet rör, och familjen gräs. Inga underarter finns listade i Catalogue of Life.